# Juliane von Krüdener

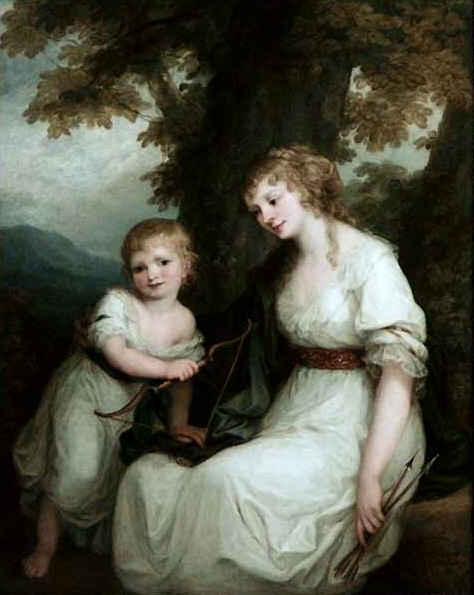
Juliane von Krüdener und ihr Sohn Paul, 1786 gemalt von Angelika Kauffmann

Beate Barbara Juliane von Krüdener (geb. von Vietinghoff genannt Scheel; * 11. Novemberjul. / 22. November 1764greg. in Riga, Livland; † 13. Dezemberjul. / 25. Dezember 1824greg. Karasu-Basar auf der Krim) war eine Pietistin und Schriftstellerin aus deutsch-baltischem Adel.

## Leben
Juliane von Krüdener war eine Tochter des Otto Hermann von Vietinghoff genannt Scheel und wuchs teils in Riga, teils auf dem entfernten Rittergut Kosse in Livland (heute Viitina in Estland) auf. Im Alter von siebzehn Jahren heiratete sie 1782 Burckhard Alexius Constantin von Krüdener, den 20 Jahre älteren kaiserlich-russischen Gesandten in Mitau, später in Venedig und Kopenhagen, ebenfalls ein Deutsch-Balte. 1784 kam in Sankt Petersburg der gemeinsame Sohn Paul zur Welt. Nach dem Tod ihres Mannes ließ sie sich als wohlhabende Witwe in Paris nieder und schrieb dort unter dem Einfluss von Goethes Werther eine autobiographische Liebesgeschichte, den damals berühmten Roman Valérie, der 1803 in Paris erschien. Er wurde nach dem Erfolg in Frankreich – nicht zuletzt infolge ihrer ungewöhnlichen Werbeaktionen – auch in anderen Ländern, besonders in Deutschland und in Russland äußerst populär. Es verbreitete sich eine regelrechte Valérie-Mode. Das romantische Naturempfinden in ihren Werken soll auf ihre glücklichen Jugendjahre auf Kosse mit seinen Wäldern und Seen zurückgehen, dem Gut, das ihr äußerst vermögender Vater anlässlich der Hochzeit ihrem Ehemann überließ. Außerdem schrieb sie die Novelle Alexis oder die Geschichte eines russischen Soldaten. Gemäß einer 1923 veröffentlichten Schrift von Augusta von Oertzen war sie mit dem Schriftsteller Jean Paul und den französischen Schriftstellern Anne Louise Germaine de Staël, Antoine de Rivarol und François-René de Chateaubriand befreundet.

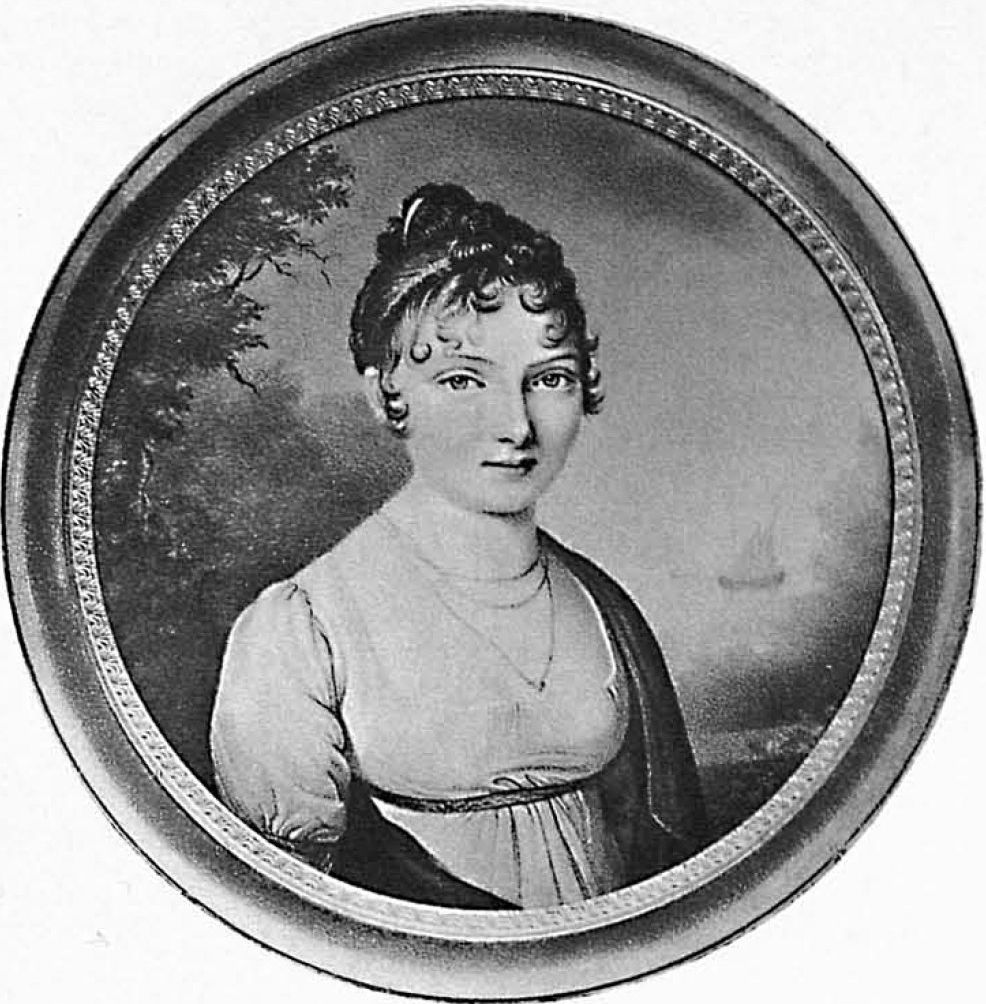
Juliane von Krüdener um 1800

1804 erlebte Juliane von Krüdener auf ihrem Gut Kosse eine religiöse Bekehrung, reiste in den folgenden Jahren durch Südwestdeutschland, das Elsass und die Schweiz. Auf ihren Reisestationen predigte sie in den Erbauungsstunden. Im Jahr 1808 traf sie Johann Heinrich Jung-Stilling. Während ihres unruhigen Lebens wurde sie von den Herrnhutern inspiriert und neigte nach Einflüssen durch Jung-Stilling immer stärker zu einem prophetisch-ekstatischen Pietismus. Durch die Verbindung von Jung-Stilling und von Krüdener rückte das Gebiet Kaukasien bei den Gläubigen in den Blick und Missionierungsbestrebungen unter anderem der Basler Mission richteten sich bald dorthin.  
Gemeinsam mit dem Genfer Pastor Fréderic Fontaine und der Cleebronnerin Maria Gottliebin Kummer versuchte sie im Jahr 1809, auf dem Landgut Katharinenplaisir bei Cleebronn eine die Apokalypse beschwörende „christliche Kolonie“ zu errichten, wurde jedoch noch im selben Jahr aus Württemberg ausgewiesen. 1815 unternahm sie mit Fontaine eine erneute Koloniegründung auf dem Rappenhof bei Weinsberg. 
Sie nahm religiösen Einfluss auf die Petersburger Gesellschaft, insbesondere auf den zur christlichen Mystik neigenden Zaren Alexander I., den sie bei einem Aufenthalt in Heilbronn 1815 kennengelernt hatte und dessen geistige Freundin sie wurde. Sie weckte in dem Herrscher das Bewusstsein, dass er eine Aufgabe in der Mission habe, und war bei seinem Siegeszug nach Paris an seiner Seite. In Napoléon sah sie den in der Offenbarung des Johannes benannten Engel des Abgrundes, den Antichristen. Der Plan des Zaren, die Heilige Allianz zwischen Russland, Österreich und Preußen ins Leben zu rufen, geht wohl auf von Krüdener zurück. Er errichtete die neue Friedensordnung 1815 auf christlicher Grundlage und folgte bei einigen Passagen selbst in der Wortwahl der Erweckungsbewegung. Von Krüdener wurde bei großen Auftritten als Prophetin der Heiligen Allianz oder als das „Sonnenweib“ gefeiert. Die Verbindung von Exzentrik und Sendungsbewusstsein führte die Adlige in die höchsten gesellschaftlichen und politischen Kreise, in denen sich religiöse mit nationalen Vorstellungen vermischten.
Im Hungerjahr 1816 wurde Fontaine verhaftet und erneut aus Württemberg ausgewiesen. Ihr Landgut bei Weinsberg fiel daraufhin an die Stadt Weinsberg. Krüdener bereiste daraufhin von 1816 bis 1818 Baden, das Elsass und die Nordschweiz, wobei sie die Frau als biblische Erretterin des Volkes darstellte, als Krankenheilerin auftrat und Suppenküchen für die durch die Napoleonischen Kriege besonders mitgenommene Bevölkerung betrieb. Diese Gelegenheiten nutzte sie dann auch, um vor Tausenden ihre religiösen Vorstellungen zu verkünden. Sie wurde sowohl aus Süddeutschland als auch aus Basel wegen Subversion des Landes verwiesen und unter polizeilicher Bewachung nach Russland abgeschoben. Dort wollte sie nach ihrer Ankunft 1818 erneut auf den Zaren Einfluss nehmen, der mittlerweile jedoch von ihr abgerückt war und sie nicht mehr empfing. Sie hatte ihn aufgrund einer Indiskretion kompromittiert.
In Ungnade und verarmt, starb sie „an einer sehr schmerzlichen Krankheit […], die sie mit der christlichsten Geduld ertragen hat“, während einer Badereise auf der Krim.

## Werke
- Valérie oder Briefe Gustavs von Linar an Ernst von G... (In der Übersetzung der erweiterten Fassung der Leipziger Ausgabe von 1804 mit einer Einleitung neu herausgegeben von Isolde Döbele-Carlesso. Brackenheim 2006. ISBN 3-939333-03-4).
- Alexis ou l’Histoire d’un soldat russe 1796–1798.
- Wilhelm Traugott Krug: Gespräch unter vier Augen mit Frau von Krüdener, Leipzig 1818 (Digitalisat).
- Le Camp de Vertus, Paris 1815.
- Eine Vielzahl von Briefen, Erinnerungen, Tagebüchern, Gedichten und Fragmenten: Weniges in Deutsch, das Meiste in Französisch (teils ins Deutsche und Russische übersetzt). Vieles davon blieb unveröffentlicht, das eine oder andere ist verloren gegangen.

### Monographien
- Debora Sommer: Eine baltisch-adelige Missionarin bewegt Europa. Barbara Juliane v. Krüdener, geb. v. Vietinghoff gen. Scheel (1764–1824). V&R unipress, Göttingen 2013. ISBN 978-3-8471-0149-9.
- Stella Ghervas: Réinventer la tradition. Alexandre Stourdza et l'Europe de la Sainte-Alliance. Honoré Champion, Paris 2008, ISBN 978-2-7453-1669-1.

### Artikel in biographischen Handbüchern und Zeitschriften
- Wilhelm Baur: Krüdener, Barbara Julie von. In: Allgemeine Deutsche Biographie (ADB). Band 17, Duncker & Humblot, Leipzig 1883, S. 196–212.
- Charles-Augustin Sainte-Beuve: Madame de Krüdner. In: Portraits de femmes. Garnier, Paris 1886, S. 382ff. (Digitalisat)
- Franz Eugen Schlachter in Brosamen von des Herrn Tisch (Artikel-Serie)
- Wilhelm Steinhilber: Die Baronin Juliane v. Krüdener in Heilbronn. In: Schwaben und Franken. Heimatgeschichtliche Beilage der Heilbronner Stimme, 8. Jahrgang, Nr. 9, 6. Oktober 1962, S. 3–4.
- Georg von Rauch: Krüdener, Juliane von. In: Neue Deutsche Biographie (NDB). Band 13, Duncker & Humblot, Berlin 1982, ISBN 3-428-00194-X, S. 95 f. (Digitalisat).
- Wolfdietrich von Kloeden: Krüdener, Barbara Juliane Freifrau von. In: Biographisch-Bibliographisches Kirchenlexikon (BBKL). Band 4, Bautz, Herzberg 1992, ISBN 3-88309-038-7, Sp. 697–699 (Artikel/Artikelanfang im Internet-Archive).
- Reinhard Breymayer: Krüdener, Juliane von. In: Heiner Schmidt (Hg.): Quellenlexikon zur deutschen Literaturgeschichte, Bd. 17. Verlag für Pädagogische Dokumentation, Duisburg 1999, S. 494–496.
- Erhard Richter: Die „Erweckungstätigkeit“ der Baronin Juliane von Krüdener in Basel und am Grenzacher Horn in den Jahren 1816 und 1817. In: Das Markgräflerland, Band 1/1999, S. 64–76 Digitalisat der UB Freiburg
- Carola L. Gottzmann, Petra Hörner: Lexikon der deutschsprachigen Literatur des Baltikums und St. Petersburgs. De Gruyter, Berlin 2007, ISBN 978-3-11-019338-1, S. 766–769.
- Ulrich Maier: Juliane von Krüdener, die Prophetin der "Heiligen Allianz". In: ders.: Zeitreise Heilbronner Land. Menschen, Orte und Ereignisse, die Geschichte schrieben. Silberburg-Verlag, Tübingen 2022, ISBN 978-3-8425-2374-6, S. 64f.